# The Contact
The Contact (alternativ auch Der Kontakt) ist ein südkoreanischer Film aus dem Jahr 1997 von Chang Yoon-hyun.

## Handlung
Nachdem seine Freundin sich von ihm getrennt hat, lebt der Radiomoderator Dong-hyun zurückgezogen. Als seine Ex-Freundin ihm per Post eine Schallplatte schickt, brechen schmerzvolle Erinnerungen in ihm auf, und er spielt die Platte in seiner Radiosendung.
Auch die als Telefonistin für einen Home-Shopping-Kanal arbeitende Soo-hyun ist unglücklich in jemanden verliebt, der für sie unerreichbar ist. Oft fährt sie nachts mit ihrem Auto durch die Straßen, wenn sie sich einsam fühlt. Als sie eines Abends nur knapp einem schweren Autounfall entkommt, hört sie gerade Dong-hyuns Musikstück im Radio (eine Ballade von Velvet Underground). Da sie an eine Koinzidenz der Ereignisse glaubt, erkundigt sie sich per E-Mail bei dem Radiosender nach der Platte. Dong-hyun antwortet im Glauben, seine Ex-Freundin versuche mit ihm in Kontakt zu treten. Aus diesem Umstand entwickelt sich zwischen den beiden eine Freundschaft via Internet. Zwar kreuzen sich im Filmverlauf die Wege der beiden Protagonisten auch im wirklichen Leben wiederholt, doch erkennen sie sich nicht oder verfehlen sich. Bis zur letzten Filmszene bleibt die Frage, ob ihre Freundschaft virtuell bleiben muss oder auch im realen Leben Bestand haben könnte.

## Atmosphäre
Der Film wird getragen von einer Atmosphäre der Einsamkeit, was durch verschiedene Elemente verstärkt wird, z. B. der anonymen Großstadt Seoul als Schauplatz, der Musik (Velvet Underground: Pale Blue Eyes) oder den Berufen der Protagonisten Dong-hyun und Soo-hyun. Weder der Radiomoderator noch die Telefonistin sehen ihre Kunden (oder Zuhörer) jemals direkt. Auch die Freundschaft im Internet ist anonym und gesichtslos. Das neue Medium Internet verstärkt so einerseits die vorherrschende Anonymität, anderseits wird es selbst zu einem Mittel Kontakte zu knüpfen und aus der Einsamkeit auszubrechen.

## Rezeption
The Contact ist das mit zahlreichen Preisen ausgezeichnete Mainstream-Debüt des koreanischen Independent-Regisseurs Chang Yoon-hyun. Der Film erschien, als 1997 der Internet-Boom gerade über Südkorea hereingeschwappt war. Als einer der ersten Filme, die international dieses Thema aufgriffen (E-m@il für Dich, USA, 1998), war er so auch ein authentischer Spiegel des Mitte bis Ende der 1990er Jahre herrschenden Zeitgeistes. Sowohl Erwartungen, als auch Ängste, die an das neue Medium geknüpft wurden, wurden filmisch in die Beziehung der beiden Hauptdarsteller projiziert. 2001 lief in den deutschen Kinos das in Deutschland unter der Regie von Edward Berger produzierte Remake Frau2 sucht HappyEnd mit Ben Becker und Isabella Parkinson in den Hauptrollen, sowie Sängerin Sabrina Setlur in einer Nebenrolle an. Der Film wurde jedoch kein großer kommerzieller Erfolg.